# Ryan Kriener
Ryan Kriener (Spirit Lake, 24 april 1998) is een Amerikaans basketballer.

## Carrière
Kriener speelde collegebasketbal voor de Iowa Hawkeyes voordat hij zich kandidaat stelde voor de NBA draft 2020 waarin hij niet gekozen werd. Hij ging spelen voor het Sloveense Helios Suns maar speelde geen enkele wedstrijd tot hij in januari de overstap maakte naar de Belgische club Leuven Bears waar hij negentien wedstrijden zou spelen. Na een seizoen bij Leuven verkoos hij voor een avontuur in Japan bij Ehime Orange Vikings waar hij twee jaar speelde. In 2023 maakte hij de overstap naar Shiga Lakestars.
In de zomer van 2024 maakte hij de overstap naar Levanga Hokkaido.